# François de Rugy

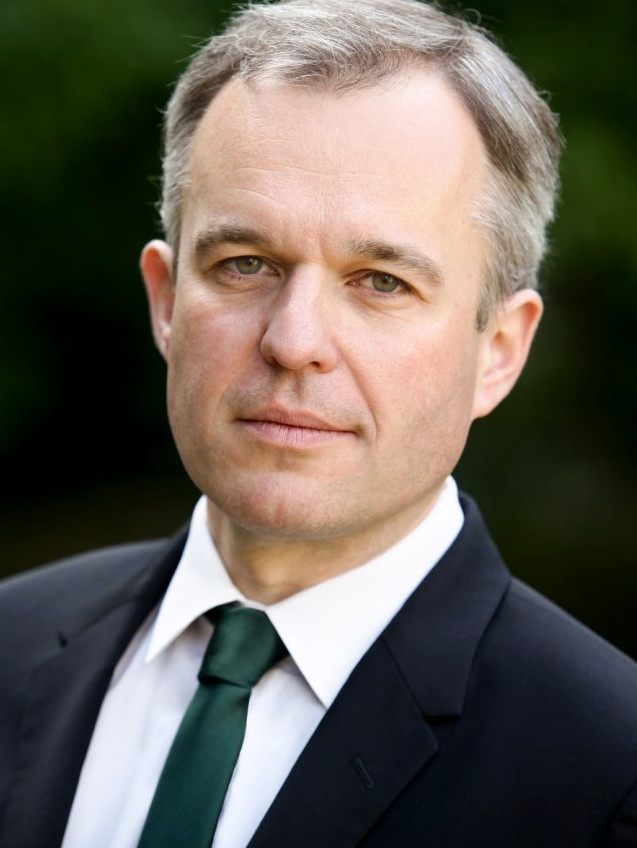
François De Rugy (2017)

François Goullet de Rugy (* 6. Dezember 1973 in Nantes, Frankreich) ist ein französischer Politiker. Er ist Vorsitzender der von ihm mitbegründeten Partei Parti écologiste und gehört seit 2017 auch La République en Marche an. Ab Mai 2016 war er Vizepräsident der Nationalversammlung und von Juni 2017 bis September 2018 ihr Präsident. Vom 4. September 2018 bis zum 16. Juli 2019 war er französischer Umweltminister.

## Leben
Die Familie Goullet de Rugy hat adelige Wurzeln und stammt aus Lothringen. François de Rugy wuchs als Sohn zweier links und ökologisch gesinnter Lehrer in Nantes auf. Er studierte am Institut d’études politiques de Paris (Sciences Po), wo er 1994 mit Diplom abschloss.
Im Jahr 1991 trat er zunächst der ökologischen Partei Génération écologie bei, bevor er 1997 Mitglied der französischen Grünen wurde. 2001 wurde er in den Stadtrat seiner Heimatstadt Nantes gewählt und war dort als einer der Stellvertreter des Bürgermeisters Jean-Marc Ayrault für den Verkehr zuständig.
Ab 2007 war er für den ersten Wahlkreis des Département Loire-Atlantique Abgeordneter der französischen Nationalversammlung und war dort von 2012 bis 2015 stellvertretender Vorsitzender der grünen Fraktion. Als Befürworter einer Rückkehr seiner Fraktion in die Regierung und wegen der seiner Ansicht nach zu linken Ausrichtung der Partei verließ er im August 2015 Europe Écologie-Les Verts. Er gründete zusammen mit dem Senator Jean-Vincent Placé die ökologische Partei Écologistes! (später in Parti écologiste umbenannt), deren Vorsitzender er seitdem ist.
Als Vorsitzender der Parti écologiste nahm François de Rugy an der offenen Vorwahl der Parti socialiste und ihrer Verbündeten für die Präsidentschaftswahl 2017 teil, um die Ökologie ins Zentrum der Debatte der Linken zu stellen. Dabei erreichte er 3,82 Prozent der Stimmen. Im Februar 2017 kündigte er an, dass er sich nicht für den Gewinner der Vorwahl Benoît Hamon, sondern für die Kandidatur von Emmanuel Macron und seine Bewegung En Marche engagieren werde.
Bei der Parlamentswahl in Frankreich 2017 zog de Rugy für Macrons La République En Marche in die Nationalversammlung ein. Nach deren Konstituierung wurde er am 27. Juni 2017 zu deren Präsidenten gewählt. Er hatte diesen Posten bis zum 4. September 2018 inne, als er zum Nachfolger des zurückgetretenen Umweltministers Nicolas Hulot ernannt wurde.
Im Juli 2019 veröffentlichte Mediapart mehrere Enthüllungen, u. a. über die Verwendung von öffentlichen Geldern für seine Wohnung in Paris. Mitte 2019 richtete de Rugy in der Nationalversammlung ein Abendereignis auf öffentliche Kosten aus, das privater Natur gewesen sei und dessen Bilder (mit teuren Weinen und Hummer) später im Internet kursierten. Er reichte am 16. Juli 2019 seinen Rücktritt ein, zur Nachfolgerin wurde Élisabeth Borne ernannt. De Rugy kehrte daraufhin als Abgeordneter in die Nationalversammlung zurück.
Bei der Regionalwahl im Pays de la Loire war de Rugy Spitzenkandidat der Liste von LREM und verbündeten Mitte-Parteien, die jedoch mit 12 Prozent im ersten	und 8,2 Prozent im zweiten Wahlgang nur auf den vierten Platz kam. De Rugy ist seither Mitglied des Regionalrats. Im März 2022 kündigte er seinen Rückzug aus der Politik an.